# Heikeopsis
Heikeopsis es un género de cangrejos que incluye a Heikeopsis japonica y Heikeopsis arachnoides. El género fue descrito por primera vez con el nombre "Heikea" por Lipke Holthuis y Raymond B. Manning en 1990, pero luego se determinó que era un homónimo del género de gasterópodos Heikea, erigido por Orvar Isberg en 1934. 